# SpotemGottem
SpotemGottem (* 19. Oktober 2001; bürgerlich Nehemiah Lamar Harden) ist ein US-amerikanischer Rapper. Er ist vor allem für seine Single Beat Box aus dem Jahr 2020 bekannt, die Platz 12 der Billboard Hot 100 erreichte.

## Leben
Im Juni 2017 wurde Harden in Duval County, Florida, festgenommen und wegen schweren Autodiebstahls und des Tragens einer versteckten Waffe angeklagt.
Am 15. Juli 2021 wurde er festgenommen, weil er eine Pistole mit einem Laservisier auf einen Garagenwärter eines Hotels im Miami Marriott gerichtet hatte, und wegen schwerer Körperverletzung mit einer Schusswaffe, Schusswaffenbesitzes als verurteilter Schwerverbrecher und nachträglicher Beihilfe angeklagt.
Am 17. September 2021 wurde Harden bei einem Drive-by-Shooting in die Hüfte geschossen, als er mit seinem Auto auf der Autobahn I-95 in Miami fuhr.
Am 26. Juni 2022 wurde Harden wegen Flucht vor der Polizei und rücksichtslosem Betrieb eines Bootes festgenommen. Der Vorfall ereignete sich, als Harden einen Waverunner in einem Sperrgebiet fuhr. Als sich ein Offizier näherte, schlängelte sich Harden durch geparkte Boote und Schwimmer, um dem Offizier auszuweichen.

## Diskografie
Mixtapes
- 2020: Final Destination
- 2021: Most Wanted
- 2021: Back from the Dead